# Mr Leo
Mr Leo de son vrai nom Fonyuy Leonard Nsohburinka, né le 31 août 1990 à Buéa, est un chanteur camerounais. Il s'est fait connaître après son single E go betta, qui a été diffusé dans la plupart des stations de radio du pays. Mr Leo est un artiste primé. En 2016, il a reçu 3 prix lors de l'édition 2016 des Balafon Music Awards à savoir celui de la chanson de l'année, révélation de l'année et meilleur artiste masculin. Il a été nommé pour l'édition 2017 du prix All Africa Music Awards (AFRIMA) à Lagos, au Nigéria, dans la catégorie du meilleur artiste masculin d'Afrique centrale. 
Dans le cadre de sa carrière musicale, il est devenu en mars 2017 ambassadeur de la marque de téléphone Itel Mobile au Cameroun.

## Biographie

### Jeunesse et Education
Mr Leo, est né le 31 août 1990. Il est le 3ème enfant d'une famille de 4 personnes. Il grandit dans un camp militaire (Warder Barracks) à Buea, dans la région du Sud-Ouest (Cameroun). Il appartient à l'ethnie Nso. 

## Carrière
La passion de Mr Leo  pour la musique commencé lorsqu'il devient membre d'une chorale. Il quitte le camp militaire et déménage à Molyko, quartier populaire, centre d'études et de divertissement de la vielle de Buea. Sa carrière  professionnelle démarre véritablement quand il signe son premier contrat d'enregistrement avec Alpha Better Records en 2015. La même année, il sort sous le label Alpha Better Records, son premier single intitulé E go Beta. En novembre 2015, Mr Leo sort son second single baptisé On Va Gérer qui connait un grand succès. Les deux singles sont inclus dans l'EP Love Original que l'artiste sort en 2015.  

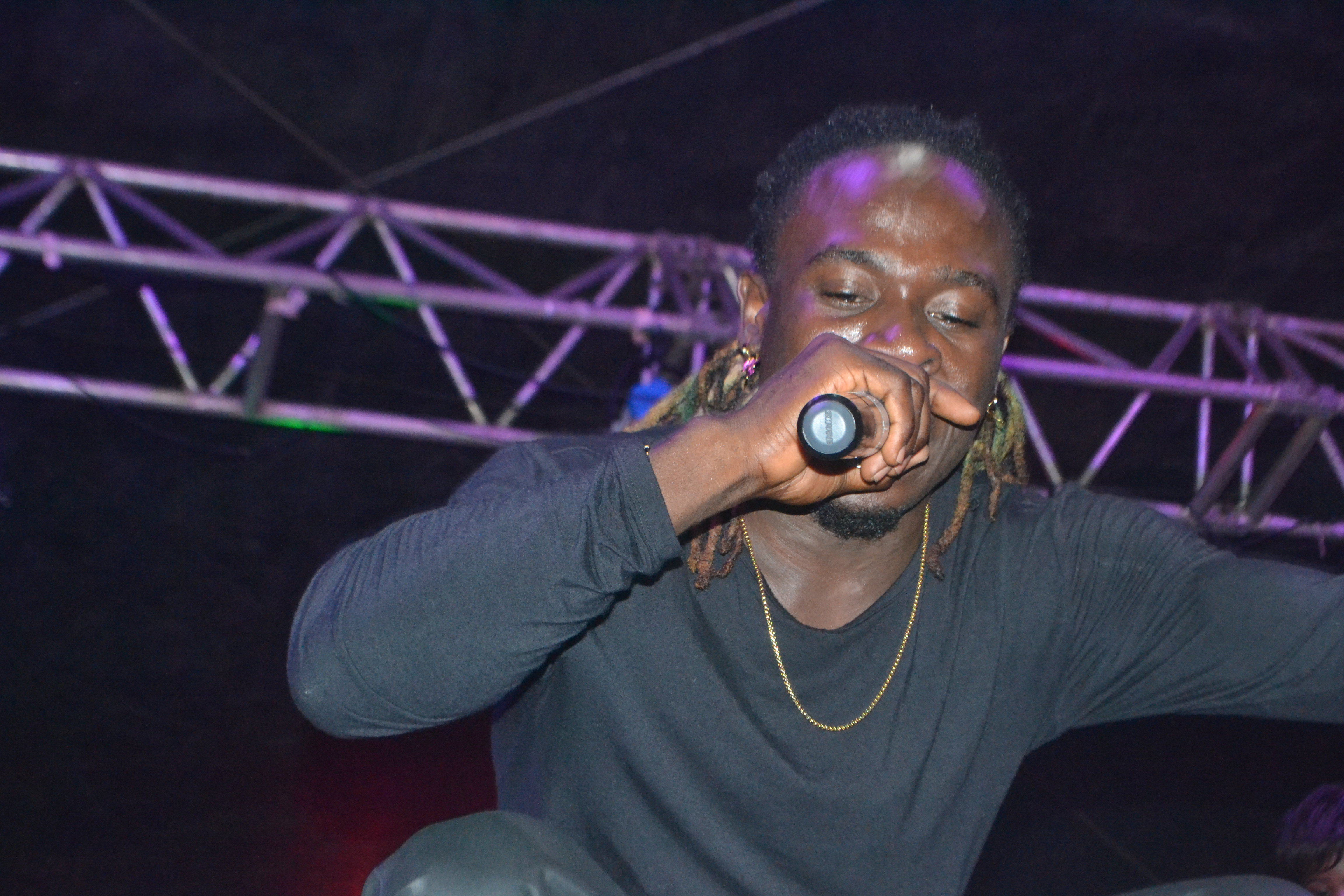
Mr. Leo en concert en 2017

 Mr. Leo  a été le lauréat de nombreuses récompenses dans les catégories suivantes : meilleur parolier, révélation de l'année, meilleure vidéo, meilleure chanson avec un message et meilleure  artiste camerounais de musique soul.  Il a également été récompensé par à l'international à travers des prix et des nominations tels que les African Entertainment Awards aux Etats-Unis où il a été nommé dans la catégorie meilleur artiste francophone et meilleur single masculin avec son titre Jamais Jamais sorti en 2017. Mr  Leo dit être inspiré par les artistes Seal, Lemar, 2face Idibia entre autres. 
Son premier album intitulé Love original sort en novembre 2017.  
En 2017, Mr Léo signe un contrat avec la marque Itel Mobile pour la représenter en tant qu'ambassadeur de la marque au Cameroun. Il a fait des collaborations avec plusieurs artistes camerounais et étrangers tels que Wax Dey, X-Maleya, Locko, Magasco, Hiro, Fanicko. 
En 2021, Mr Leo signe son retour sur le marché discographique avec son second album intitulé Lion of Africa (Jeey), un album World music de 13 titres . 

## Discographie

### Albums
- 2017: Love Original

- 2021 : Lion of Africa (Jeey)

- 2024 : Good Vibes

- 2024 : Kisheri (Feat Kotto Boy & Princess Vinia)

- 2024 : L'elue de mon coeur

- 2025: Cœur de lion I

- 2025 : Cœur de lion II

### Singles
- E go Better (2015)
  - On Va Gerer (2015)
  - Femme ft Rude Bway (2015)
  - C'est Faux (2016)
  - Kemayo
  - Jamais Jamais
  - Je T'aime ft Hiro (2016)
  - Partout (2017)
  - Je suis désolé (2018)
  - On se connait pas (2018)
  - C'est la vie feat. Salatiel (2019)
  - C'est pas nouveau (2019)
  - Je Suis A Toi (2019)
  - Patronne  (2019)
  - Amen (2019)
  - Toujours haut (2019)
  - Zege Zege (2020)
  - Amen ft Peka (artiste)